# OStatus

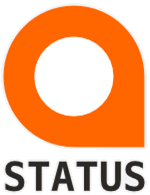

OStatus는 한 웹사이트의 사용자가 다른 웹사이트의 사용자와 상태 업데이트를 주고받을 수 있도록 하는 연합 마이크로블로깅을 위한 개방형 표준이다. 이 표준은 아톰 (표준), 액티비티 스트림스(Activity Streams), 웹서브(WebSub), 살몬(Salmon) 및 웹핑거(WebFinger)를 포함한 개방형 프로토콜 제품군을 함께 사용하여 서로 다른 마이크로블로깅 서버 구현이 사용자 간에 상태 업데이트를 거의 실시간으로 라우팅할 수 있도록 하는 방법을 설명한다.

## 역사
OStatus 연합은 Status.net과 Identi.ca와 같은 StatusNet 설치본 간에 처음 가능했지만 Identi.ca는 나중에 pump.io로 전환했다. 2013년 6월 기준, 다른 여러 마이크로블로깅 응용 프로그램 및 콘텐츠 관리 시스템이 표준을 구현할 계획이라고 발표했다. 같은 달에 StatusNet이 프리 소셜(Free Social)과 함께 GNU 소셜 프로젝트에 병합될 것이라고 발표되었다.
GNU 소셜의 첫 번째 공식 릴리스 이후 StatusNet 및 프리 소셜을 실행하는 많은 마이크로블로깅 사이트가 GNU 소셜로 전환하기 시작했다. 그러나 GNU 소셜을 지원하는 기술에 대한 어려움으로 인해 마스토돈(2019년 10월까지), 플레로마(Pleroma) 및 포스트액티브(postActiv)를 포함하여 액티비티펍(ActivityPub)으로 초점을 이동하기 위해 OStatus를 사용하여 GNU 소셜과 호환되는 것을 목표로 하는 많은 새로운 서버 패키지가 탄생하게 되었다.